# Deposito- en Consignatiekas
De Deposito- en Consignatiekas (DCK) is een Belgische openbare financiële instelling, met als belangrijkste opdracht deposito's te bewaren, en deze op aanvraag aan de rechthebbenden terug te betalen. De gedeponeerde tegoeden worden op hun beurt belegd; onder bepaalde voorwaarden wordt een rente uitgekeerd.
Wie als burger of als openbare of particuliere instelling of onderneming tegoeden deponeert, wordt geïdentificeerd op basis van het rijksregisternummer (personen) of het ondernemingsnummer, gegevens die in de loop van de tijd onveranderlijk blijven. Daardoor worden problemen met inactieve bankrekeningen ondervangen.

## Geschiedenis
De Deposito-en Consignatiekas is opgericht in 1849, en steunt in zijn huidige vorm op de wet van 11 juli 2018, gewijzigd door de wet van 27 juni 2021 (art. 399-401).

## Organisatie
Binnen de Federale Overheidsdienst Financiën valt de Deposito- en Consignatiekas onder de algemene administratie “Thesaurie”. Sedert de wet van 2018 is het digitaal beheer van depositodossiers mogelijk gemaakt via de applicatie e-DEPO. Burgers identificeren zich via de eID. Ondernemingen moeten een mandataris aanstellen, eveneens via de eID en een voorafgaande registratie bij de Kruispuntbank van Ondernemingen.

## Rente
De rentevoet is een gemiddelde rentevoet die maandelijks wordt herzien op basis van het dagelijks rendement van overheidsobligaties (OLO's) op de secundaire markt met een resterende looptijd van één jaar, zoals dagelijks gepubliceerd door de Nationale Bank van België.
De rentevoet bedroeg nul procent van augustus 2021 tot en met juni 2022, waarna ze maand na maand steeg. Nadat de rentevoet steeg tot 3,10% in april 2023, werd er een maximum van 2,50% op gesteld bij koninklijk besluit van 7 april 2023 omdat een hoge rentevoet "nadelig zou kunnen zijn voor het niveau van de overheidsschuld indien deze bedragen niet voldoende snel kunnen worden opgenomen in de financieringsbehoeften van het Federaal Agentschap van de Schuld". De maximum nettorente is dus 1,75%.
De rente wordt slechts één keer per jaar op 1 januari uitgekeerd voor bedragen die 12 maanden in de kas blijven staan. Onvolledige maanden worden niet in aanmerking genomen. Voor bedragen die in januari gestort worden, wordt dus pas twee jaar later rente uitgekeerd.
De roerende voorheffing van 30% is van toepassing, recupereerbaar via de belastingaangifte.